# Гжегожовице-Вельке
Гжегожови́це-Ве́льке (пол. Grzegorzowice Wielkie) — село в Польше в сельской гмине Ивановице Краковского повета Малопольского воеводства.

## География
Село располагается в 4 км от административного центра гмины села Ивановице-Влосцяньске и в 22 км от административного центра воеводства города Краков.
В 1975—1998 годах село входило в состав Краковского воеводства.

## Население
По состоянию на 2013 год в селе проживало 256 человек.
| 2010 | 2013 |
| ---- | ---- |
| 255  | 256  |

| Перепись  | Всего   | Всего | Женщины | Женщины | Мужчины | Мужчины |
| --------- | ------- | ----- | ------- | ------- | ------- | ------- |
| Единицы   | человек | %     | человек | %       | человек | %       |
| Население | 256     | 100   | 117     |         | 139     |         |